# Кузнецовский (Ишимбайский район)
Кузнецовский — хутор в Ишимбайском районе Башкортостана, входит в состав Верхоторского сельсовета.

## Население
| 2002 | 2009 | 2010 |
| ---- | ---- | ---- |
| 96   | ↗98  | →98  |

## Географическое положение
Протекает река Торгаска, впадающая недалеко от хутора в реку Тор.
Находится на дороге районного значения Ишимбай—Воскресенское и связано с Верхотором.
Расстояние до:
- районного центра (Ишимбай): 32 км,
- центра сельсовета (Верхотор): 4 км,
- ближайшей ж/д станции (Мелеуз): 29 км

## Улицы
- Клавдии Меховой
- Привольная